# Protection passive contre l'incendie
 (octobre 2011).
Si vous disposez d'ouvrages ou d'articles de référence ou si vous connaissez des sites web de qualité traitant du thème abordé ici, merci de compléter l'article en donnant les références utiles à sa vérifiabilité et en les liant à la section « Notes et références ».
La protection dite passive contre l'incendie regroupe l'ensemble des techniques et moyens matériels mis en œuvre pour limiter les effets d'un incendie, une fois ce dernier déclaré.

## Lutte contre l'incendie
La lutte contre l’incendie a pour objectifs :
- d’évacuer dans les délais les plus brefs toutes les personnes exposées au risque ;
- de favoriser l’accès des moyens d’intervention contre l’incendie ;
- de ralentir la propagation des feux ;
- d’éteindre l’incendie ;
- d'isoler la zone incendiée.

## La protection passive: une protection préventive
Alors que la protection active est principalement curative, visant à secourir les victimes et à éteindre un feu aussi vite que possible après sa détection, la protection passive contre l’incendie dans les bâtiments est essentiellement préventive. Elle représente l’ensemble des mesures constructives permettant à un ouvrage ou une partie d’ouvrage de résister à un incendie pendant un temps prédéterminé fixé par la réglementation de construction en vigueur pour le type de bâtiment concerné. Ces mesures sont destinées à :
- stopper la progression des fumées ;
- éviter la propagation des flammes ;
- maintenir la stabilité au feu des éléments de structure le plus longtemps possible malgré l’action d’un incendie ;
- contenir les effets thermiques le plus longtemps possible à la zone sinistrée.

La principale spécificité de la protection passive est que dès le début d’un incendie, elle fonctionne sans aucune intervention humaine ni aucun apport extérieur d’énergie.
Il s'agit d'une protection durable, l’efficacité de la plupart des produits utilisés dans la protection passive n’étant pas limitée dans le temps.

## Principaux moyens de la protection passive

### Pour les structures
On retrouve le flocage, l’encoffrement, les peintures ou enduits intumescents, etc.

### Pour le compartimentage
La propagation de l'incendie hors du compartiment est limitée par la résistance au feu du compartiment même. D’où vient la notion de « compartimentage » : on essaye de confiner les pertes uniquement dans une zone, de manière à préserver les autres. Les points faibles du compartimentage sont nombreux, on retrouve les portes, les passages de gaines, les déforcements locaux (tels que les interrupteurs)...
Une ouverture créée dans un élément séparatif pare-flamme ou coupe-feu doit être rebouchée de façon à restituer le degré pare-flamme ou coupe-feu de l’élément traversé à l’aide d’un dispositif.
Pour refermer ces percements, il existe des « solutions types », celles-ci nécessite des traversées simples de conduites, le respect des conditions de mise en œuvre et du diamètre maximal des conduites.

#### Solution-type A
Elle consiste au remplissage du percement par de la laine de roche ou par du mortier (possible aussi avec du ciment ou du plâtre).
- Mortier : le mortier est de préférence des deux côtés et doit avoir une profondeur de resserrage minimale de 50 mm (critère E 60). De plus le jeu doit être inférieur à 50 mm.
-Laine de roche : elle doit être fermement comprimée des 2 côtés, et placée sur une profondeur minimale de 50 mm. La solution la plus efficace est de remplir de laine de roche sur toute la largeur pour pouvoir comprimer correctement.

#### Solution-type B
La protection contre la propagation de l'incendie du percement se fait par l’installation d’un fourreau. 
Le domaine d’application exige que l’on soit en un cas de traversée simple dans un mur massif. La conduite doit être en acier ou en PVC-U (pas les autres plastiques), cela s’applique aussi pour le fourreau.
Un critère très important dans ce type d’installation est le jeu entre la conduite et les fourreaux : 
- jeu < 4 mm (jeu total) : jeu ouvert, ne nécessite pas d’obturation car il n’y a pas assez d’oxygène pour laisser passer l’incendie ;
- 5 mm < jeu < 45 mm : nécessite une obturation au moyen de laine de roche sur une profondeur de 50 mm sur un côté. L’obturation est possible aussi avec du mortier, elle doit être effectuée des deux côtés sur une profondeur de 50 à 70 mm.

#### Autres solutions
Si on se trouve en dehors du domaine d’application des solutions-types, la mise en œuvre d’un dispositif reste obligatoire, et il doit être validé par un rapport d’essai.
Les manchons doivent être placés des deux côtés sauf un procès-verbal prouve que cela n’est pas nécessaire.
Les coquilles d’isolation se placent sur 50 cm, jusqu’à 1 m des deux côtés. C’est un mélange d’isolant et d’une pâte résistance au feu.
Il en existe de nombreux autres comme des bandes résistant au feu, des mastics ou encore des mousses.